# سول بول ايرليك جونيور
     لشخصية أخرى تحمل اسم باول إرليخ، طالع باول إرليخ (توضيح).

سول بول إيرليك جونيور (بالإنجليزية: S. Paul Ehrlich, Jr.)‏ (من 4 ايار،1932 إلى 6 كانون الثاني 2005 ) هو طبيب أمريكي ومدير الصحة العامة. وشغل بالنيابة منصب كبير الأطباء في الولايات المتحدة من عام 1973 إلى عام 1977
• القائم بأعمال كبير الأطباء في خدمات الصحة العامة في الولايات المتحدة (1973-1977)
• نائب المدير السابق لمنظمة الصحة للبلدان الأمريكية ( 1978-1983 )
• مدير مكتب الصحة الدولية، ومكتب وزير الصحة والتعليم والشؤون الاجتماعية( 1969-1977)
• رئيس المجلس التنفيذي لمنظمة الصحة العالمية(1972)
• عضو مؤسس في المجلس الثقافي العالمي ( 1981)